# Ayenia spinosa
Ayenia spinosa là một loài thực vật có hoa trong họ Cẩm quỳ. Loài này được A.Rodr. & Bisse mô tả khoa học đầu tiên năm 1985.